# Nieuport 11
Nieuport 11, poreclit Bébé, a fost un avion de vânătoare biplan (sescviplan) francez proiectat de Gustave Delage și produs în serie de Société Anonyme des Établissements Nieuport. A fost principalul avion care în 1916 a adus restabilirea echilibrului tactic în cursa pentru câștigarea supremației aeriene, într-un moment în care monoplanele de vânătoare Fokker Eindecker (en) germane dotate cu mitraliere sincronizate, surclasaseră avioanele aliate slab înarmate, în așa numita epocă a Năpastei Fokker (en), care s-a întins de la sfârșitul verii 1915 până la sfârșitul iernii 1915-1916. Aparatul s-a aflat în serviciul mai multor forțe aeriene aliate Franței și a câtorva dintre aliații ei, ca Rusia, Italia, Marea Britanie și a fost punctul de plecare pentru o serie ulterioară de avioane de vânătoare Nieuport cu montanți în „V”. După război, în anii 1920 a fost folosit ca avion de antrenament.
În istoria aviației române, Nieuport 11 este un aparat celebru, fiind primul avion de vânătoare al Armatei Române.

## Construcție

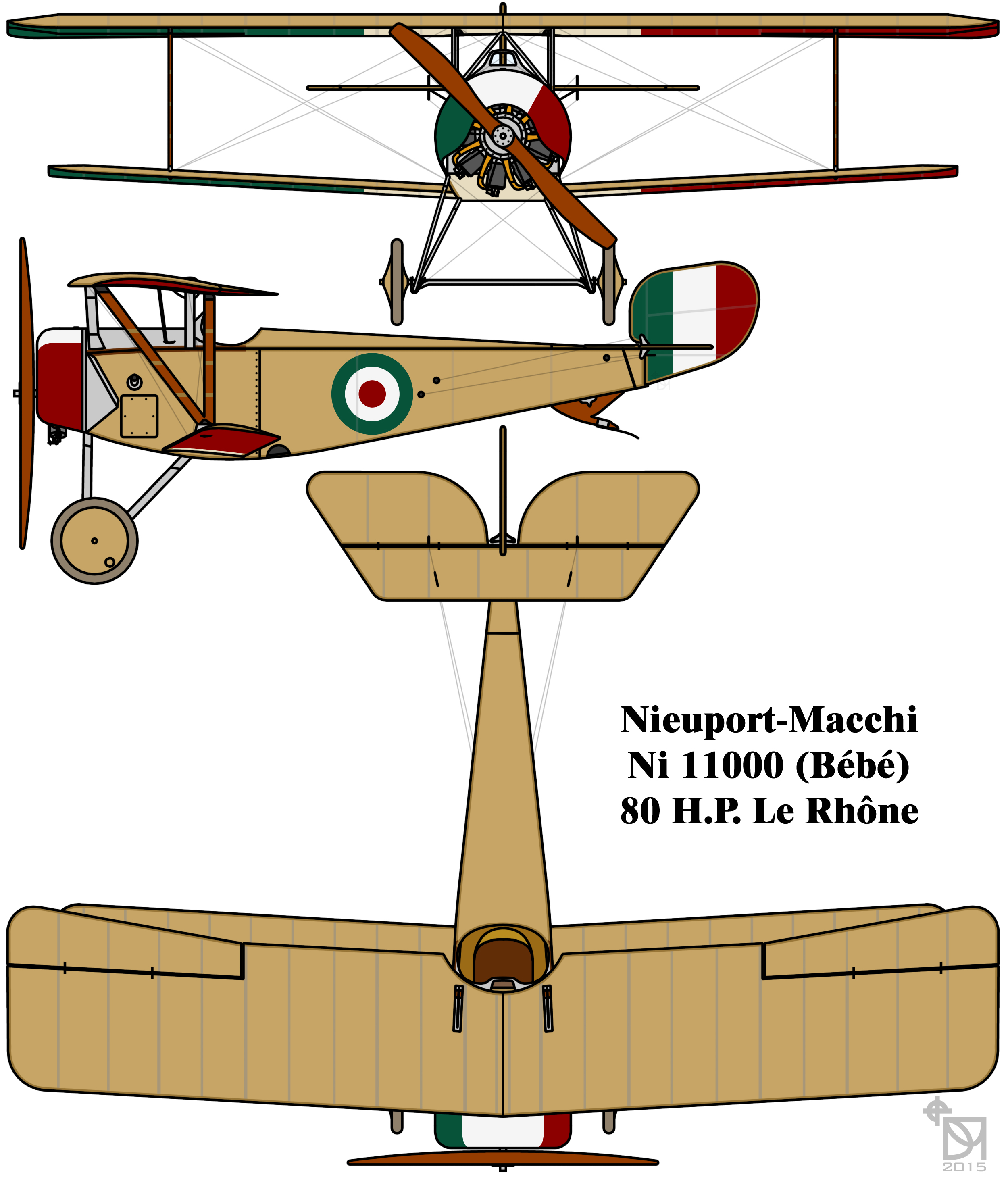
Nieuport-Macchi 11.000

Nieuport 11 a fost o variantă mai mică și mai simplă a Nieuport 10 (en), proiectată special ca avion de vânătoare monoloc. Fuzelajul era format din 4 lonjeroane de lemn tensionate cu corzi de pian și era împânzit. Trenul de aterizare era fix, cu roți și amortizoare de cauciuc și bechie cu patină în spate. La fel ca "10", "11" a fost un sescviplan, adică un biplan cu aripa de sus mai lată, rigidizată cu montanți în două puncte, iar aripa de jos cu o coardă mult mai mică și rigidizată cu montanți într-un singur punct. Montanții (en) în formă de „V” rigidizau reciproc aripile. Aripa sescviplan reducea rezistența la înaintare față de aripile biplanelor, mărea viteza ascensională și era considerabil mai rezistentă decât aripa monoplan a avioanelor din epocă, oferind în plus și o vizibilitate mai bună din carlingă decât la alte biplane sau monoplane. Totuși, la viteze mai mari construcția era afectată de flutter (oscilații elastice), problemă care s-a manifestat și la rapidul avion german Albatros D.III (en), precum și la toată gama avioanelor de vânătoare Nieuport cu montanți în „V”. Un exemplar de Nieuport 11 a fost experimentat cu o aripă inferioară micșorată și cu montanți diferiți, dar experimentele n-au continuat.
Nieuport 11 a fost furnizat, de la data primei intrări în serviciu (5 ianuarie 1916), atât pentru Aéronautique Militaire, cât și pentru Royal Naval Air Service. De asemenea, a fost furnizat Belgiei, Rusiei, Italiei, Olandei și României. 646 de exemplare au fost produse, sub licență, de compania italiană Macchi.

### Nieuport 16

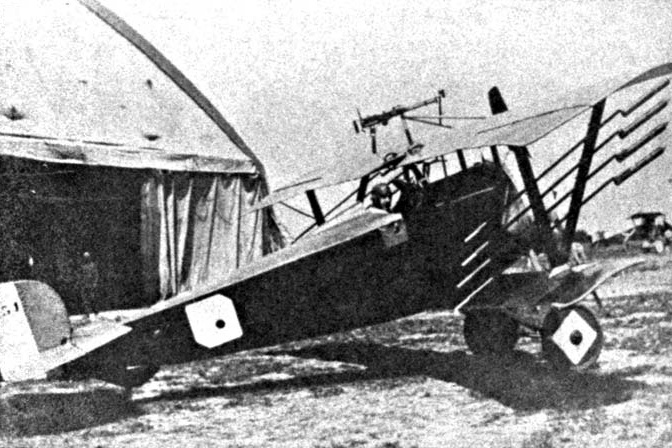
Nieuport 16 cu rachete Le Prieur

O variantă îmbunătățită, Nieuport 16, apărută în 1916, era un Nieuport 11 întărit structural, cu un motor rotativ Le Rhône 9J (en) de 110 CP. Din punct de vedere vizual, această variantă avea următoarele diferențe: o deschizătură mai mare în partea din față a capotei în formă de potcoavă a motorului și o tetieră pentru pilot. Variantele ulterioare dispuneau de o mitralieră Vickers sincronizată, montată pe fuselaj, dar, în această configurație, greutatea mai mare a motorului 9J împreună cu a mitralierei Vickers afectau grav manevrabilitatea și îngreunau botul avionului. Următoarea variantă, Nieuport 17 (en), a fost un aparat mai mare, conceput de la început pentru a fi echipat cu motorul și mitraliera mai grele, având o capotă inelară, iar problemele de centraj au fost rezolvate și performanțele îmbunătățite.

## Utilizare în luptă

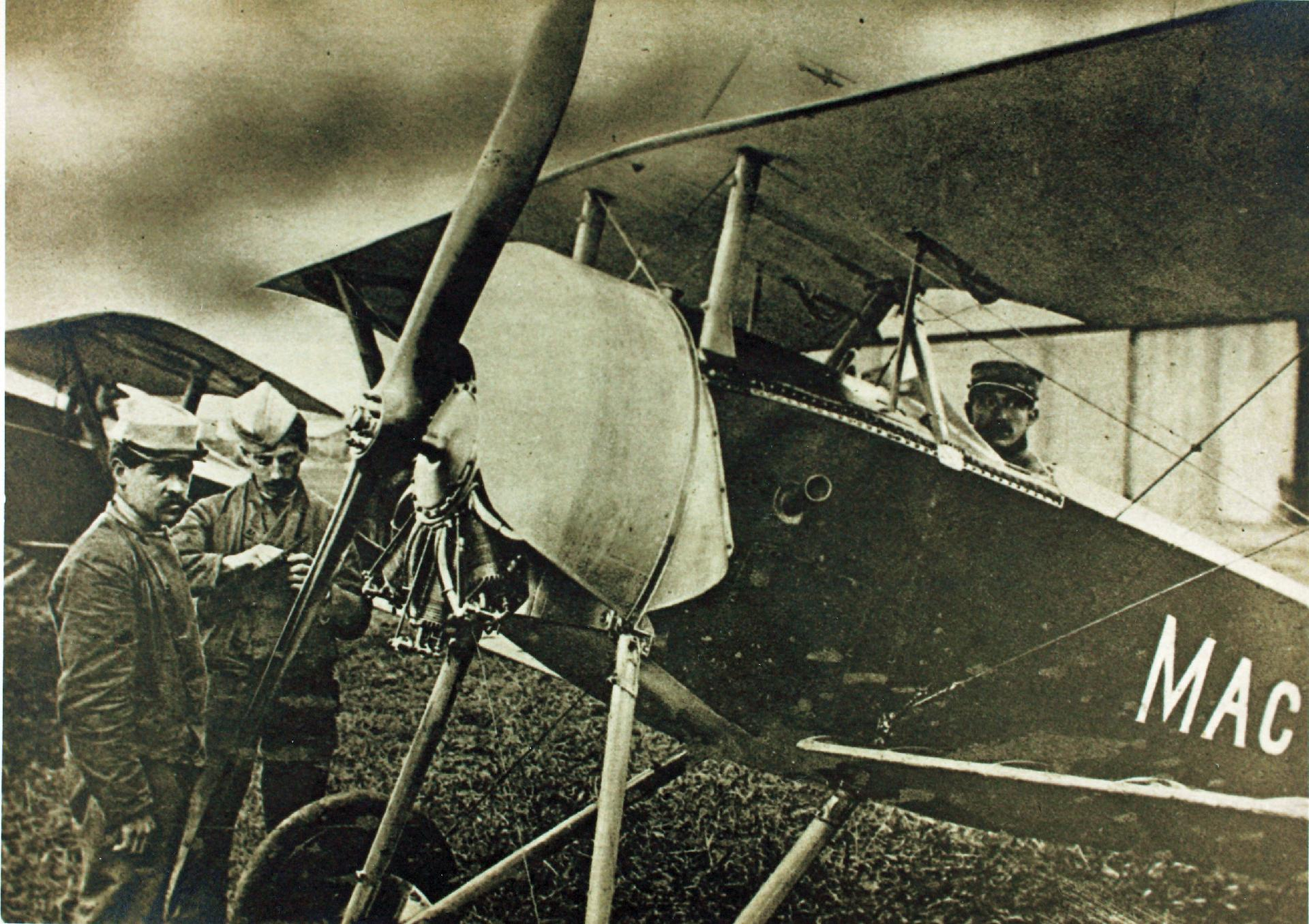
Nieuport 11 din Escadrila Americană (ulterior Escadrila Lafayette)

Nieuport 11 a ajuns pe frontul francez în ianuarie 1916, 90 de aparate intrând în serviciu încă din prima lună a anului.
Acest sescviplan, mic și ușor, surclasa aparatele Fokker Eindecker din toate punctele de vedere: viteză, viteză ascensională și manevrabilitate. Înclinarea laterală era realizată prin eleroane, nu prin îndoirea vârfurilor aripilor, ca la Fokker, ceea ce făcea ca aparatul să răspundă prompt la comandă. De asemenea, profundorul era atașat la un stabilizator clasic, ceea ce oferea un control mai bun al asietei longitudinale decât profundoarele de tip „Morane” ale Fokkerului. Succesul Fokker-ului se datorase mitralierei sale sincronizate, concepută pentru a trage printre palele elicei. Aliații nu dispuneau încă de un sistem similar, mitraliera Lewis (en) fiind montată pe aripa superioară a avionului Nieuport 11, trăgând pe deasupra câmpului elicei. Mitraliera Lewis nu era, dealtfel, sincronizabilă, din cauza principiului său de tir din închizător deschis. Înlăturarea blocajelor și înlocuirea încărcătoarelor în timpul zborului erau dificile, iar încărcătoarele conțineau puține cartușe. Problema a fost rezolvată la exemplarele mai noi din varianta 16 din armata franceză prin înlocuirea mitralierei Lewis cu mitraliera Vickers și adaptarea unui mecanism de sincronizare de tip Alkan. Englezii, nedispunând de un sincronizator satisfăcător, au continuat să folosească mitraliera Lewis, dar echipată cu un încărcător „dublu” cu 98 de cartușe.
În februarie 1916, pilotat de aviatori ca Georges Guynemer și Charles Nungesser, urmând tactici elaborate de Charles de Tricornot de Rose, Nieuport 11 a restabilit superioritatea aeriană franceză în cursul Bătăliei de la Verdun, forțându-i pe germani să-și schimbe radical tactica de luptă.
Unele aparate Nieuport 11 și 16 au fost modificate pentru a putea trage cu rachete Le Prieur (en), în scopul atacării baloanelor de observație și a dirijabilelor.
Din martie 1916, Nieuport 11 (Bébé) a început să fie înlocuit cu aparate îmbunătățite Nieuport 17, însă exemplarele italiene, ca și cele din Rusia, au mai rămas în serviciu încă mult timp. Ulterior, avioanele Nieuport 11 și 16 au fost utilizate pe larg la antrenamentul piloților.

## Aparate supraviețuitoare și reconstituiri

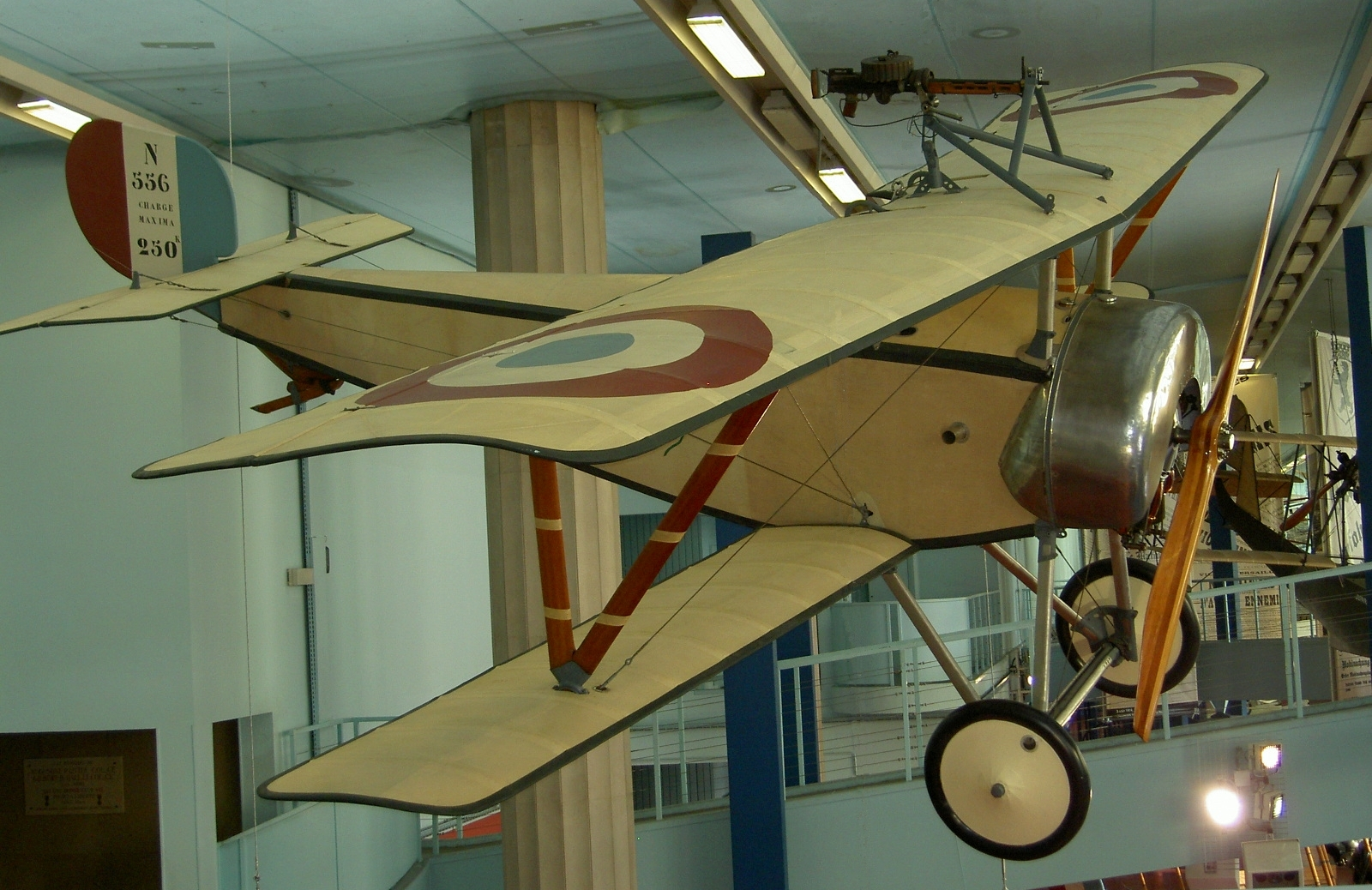
Nieuport 11 Bébé original, la Musée de l'Air din Franţa

- Musée de l'Air de la Le Bourget din Paris deține singurul exemplar original, marcat cu indicativ N556 și simbolurile personale ale Comandantului Charles Tricornot de Rose, deținător al primei licențe de pilot (anterior, aparatul fusese marcat cu indicativul N976).[6]
- Old Rhinebeck Aerodrome include în ultimii ani în demonstrațiile sale aeriene o reconstituire de Nieuport Bébé, pictat în schema coloristică a pilotului Victor Chapman, și cu un motor original Le Rhône 9C.[7]

## Variante
Nieuport 11
Biplan de vânătoare monoloc. Cunoscut și ca Nieuport Scout sau Nieuport Bébé.
Nieuport-Macchi 11000 sau 11.000
Variantă contruită în Italia sub licență, având câteva modificări de detaliu.
Nieuport 16
Variantă îmbunătățită, cu un motor rotativ Le Rhône 9J de 110 CP.

## Utilizatori

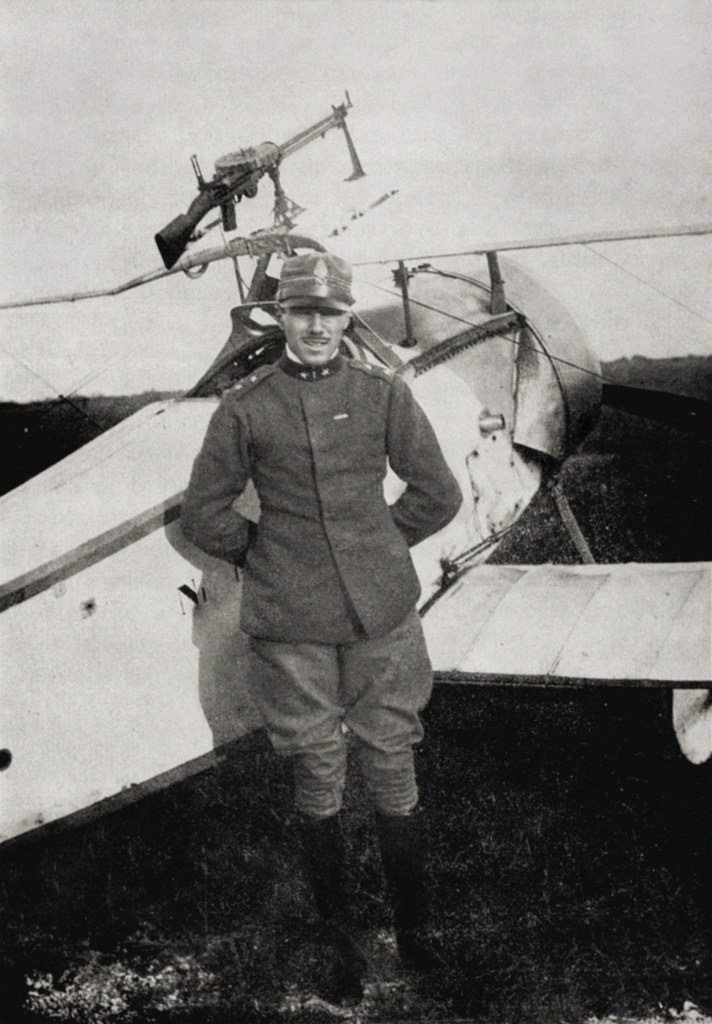
Cel mai de succes as italian din Primul război mondial: Francesco Baracca şi avionul său Nieuport 11

Belgia
- Forțele aeriene belgiene[1]
  - 1ère Escadrille de Chasse
  - 5me Escadrille de Chasse

 Franța
- Aéronautique Militaire[1]

 Regatul italiei
- Corpo Aeronautico Militare (construit sub licență de Macchi)[1]

 Olanda
- Luchtvaartafdeling[1] (1 exemplar)

 România
- Corpul Aerian Român[1]

 Imperiul Rus
- Forțele Aeriene Imperiale Ruse (construit sub licență de Dux)[1]

 Marea Britanie
- Royal Flying Corps - Doar Nieuport 16[8]
- Royal Naval Air Service

## Caracteristici Nieuport 11

Nieuport 11 - desen tehnic

Nieuport 16 - desen tehnic

Date preluate din "The Worlds Greatest Aircraft" și revista „Modelism”

### Caracteristici tehnice
- Echipaj: 1 (pilotul)
- Lungime: 5,8 m
- Anvergură: 7,55 m
- Înălțime: 2,4 m
- Suprafață portantă: 13 m²
- Greutate gol: 344 kg
- Greutate încărcat: 480 kg
- Greutate maximă la decolare: 550 kg
- Motorizare: un motor rotativ răcit cu aer Le Rhone 9C, cu nouă cilindri, putere maximă 80 CP

### Performanțe
- Viteză maximă: 156 km/h
- Rază de acțiune: 330 km
- Plafon: 4600 m
- Viteza ascensională: 15 minute până la 3000 m
- Autonomie: 2 ore 30 min

### Armament
- 1 × mitralieră Hotchkiss (en) sau Lewis
- 8 × rachete Le Prieur (opțional) pentru atacarea baloanelor și dirijabilelor.

## Aparate comparabile cu Nieuport 11 (ca rol, configurație și epocă)
- Airco DH.2
- Bristol Scout
- Euler D.I
- Fokker Eindecker
- Halberstadt D.II
- Sopwith Pup